# Семиколірний чай
Семиколірний чай або семишаровий чай (бенг. সাত রং চা) — бангладешський напій, який складається з декількох шарів різних чаїв. Цей чайний напій готується з кількома змінами концентрації, сорту чайного листя та допоміжних речовин, таких як молоко, цукор і ароматизатори. При поєднанні шарів, чай розділяється відповідно до щільності. Кожен шар контрастує за кольором і смаком, починаючи від солодкого сиропу і закінчуючи пряним гвоздичним смаком. У результаті у напої з’являється змінна темна або світла смуга, що й дало назву чаю.
Ромеш Рам Гоур, власник чайної в Срімонголі, Моулвібазар, стверджує, що саме він винайшов цей напій. Його широко рекламували по всій країні Бангладеш, але із різною кількістю шарів.

## Галерея

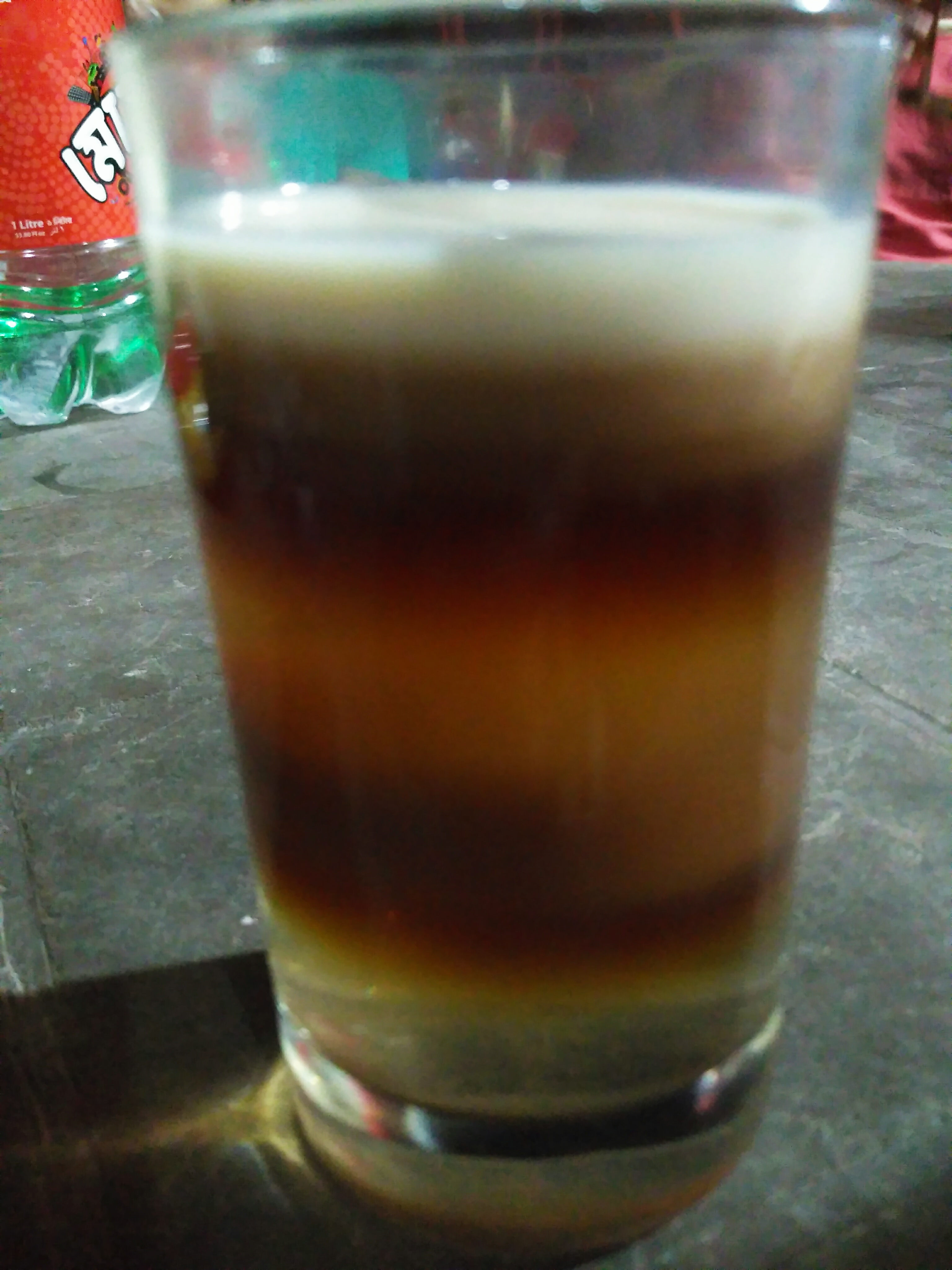
Семиколірний чай, Силхет
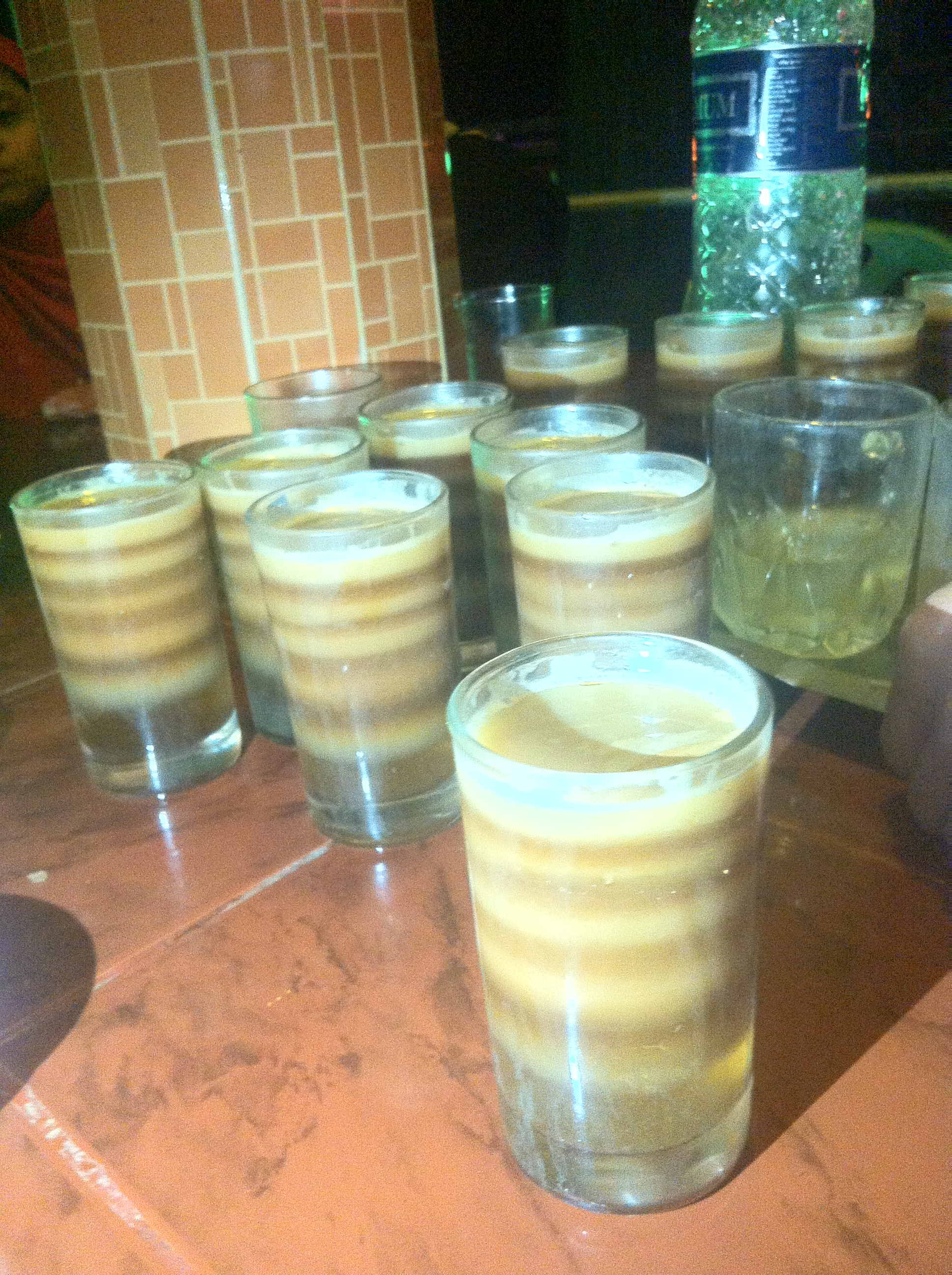
Десятишаровий чай, Srimongolh